# Chokladcichlid
Chokladcichlid (Hypselecara temporalis) är en fiskart som först beskrevs av Günther 1862.  Chokladcichlid ingår i släktet Hypselecara och familjen Cichlidae. Inga underarter finns listade i Catalogue of Life.